# Gord Bamford
Gordon Bamford, detto Gord (Traralgon, 4 ottobre 1995), è un cantante australiano con cittadinanza canadese.

## Biografia
Gord Bamford ha piazzato quattro album in studio nella Canadian Albums, di cui due nella top twenty (Country Junkie e Tin Roof). La Music Canada gli ha assegnato sette certificazioni d'oro e due di platino, equivalenti a 440 000 unità vendute in territorio canadese. È stato candidato per quattro Juno Awards, tre per l'album country dell'anno e una per la registrazione country dell'anno.

## Discografia

### Album in studio
- 2001 – God's Green Earth
- 2004 – Life Is Good
- 2007 – Honkytonks and Heartaches
- 2010 – Day Job
- 2012 – Is It Friday Yet?
- 2013 – Country Junkie
- 2013 – Christmas in Canada
- 2016 – Tin Roof
- 2018 – Neon Smoke
- 2021 – Diamonds in a Whiskey Glass
- 2023 – Fire It Up

### Singoli
- 2013 – When Your Lips Are So Close
- 2015 – Don't Let Her Be Gone
- 2015 – Beer Cloud
- 2017 – Livin' on Summertime
- 2017 – Ain't It Grand (feat. Jim Cuddy)
- 2017 – Christmas in the Sun
- 2019 – #Rednek
- 2019 – To Get to You (feat. Jess Moskaluke)
- 2019 – Storybook Christmas
- 2020 – Just Let Go
- 2020 – White Oak Cathedral
- 2020 – Father's Prayer
- 2020 – Diamonds in a Whiskey Glass
- 2021 – Heaven on Dirt
- 2021 – Drink Along Song
- 2023 – One Heartbeat from Heaven